# Radu Ilie
Radu Ilie „Haidăul” (n. ? – d. cca. 28 iulie 1558, Marea Marmara) a fost domn al Țării Românești (15 noiembrie 1552 – cca. 11 mai 1553). Fiu al lui Radu de la Afumați și al Ruxandrei Basarab, a obținut domnia cu ajutorul Habsburgilor. 

## Biografie
Pătrunde în Țara Românească prin Banat cu o armată compusă din mercenari (haiduci, de aici și porecla sa) unguri și poloni, precum și din boierii din tabăra antiotomană, refugiați în Transilvania datorită prigoanei inițiate de către Mircea Ciobanul. Lupta cu domnul s-a dat la Mănești (Prahova) pe 15 noiembrie 1552 și s-a încheiat cu victoria lui Radu Ilie. Mircea Ciobanul fuge la Giurgiu, apoi trece Dunărea la turci. În decembrie primește steagul de domnie de la sultan, în urma negocierilor purtate cu trimisul acestuia.
Pe plan intern, se remarcă prin alcătuirea Sfatului Domnesc numai din boieri pribegi ce formau tabăra antiotomană, rivali ai lui Mircea Ciobanul și prin mutarea reședinței la Târgoviște.
Mircea Ciobanul revine în țară cu oaste formată din turci și tătari la care se alătură și Alexandru Lăpușneanu, cumnatul său, și, pe 11 mai 1553, alungă pe efemerul domn în Transilvania.
Radu Ilie mai face o încercare pentru recuperarea tronului, în august 1553, dar este împiedicat de sibieni lângă Sebeș din ordinul voievozilor Ștefan Dobo și Francisc Kendi, care doreau să mențină relații bune cu Poarta. Solicită, în mai multe rânduri, ajutor Habsburgilor în vederea obținerii tronului, dar sultanul cere reginei Isabella extrădarea fostului domn și a apropiatului său, vornicul Socol. La presiunea lui Mircea Ciobanul, care închide granițele și interzice negustorilor brașoveni să mai pătrundă în Țara Românească, cei doi au fost trimiși la Istanbul unde au fost arestați și înecați în Marea Marmara. 